# Calamus nielsenii
Calamus nielsenii är en enhjärtbladig växtart som beskrevs av John Dransfield. Calamus nielsenii ingår i släktet Calamus och familjen Arecaceae. Inga underarter finns listade i Catalogue of Life.